# Масове вбивство в ресторані Міконос

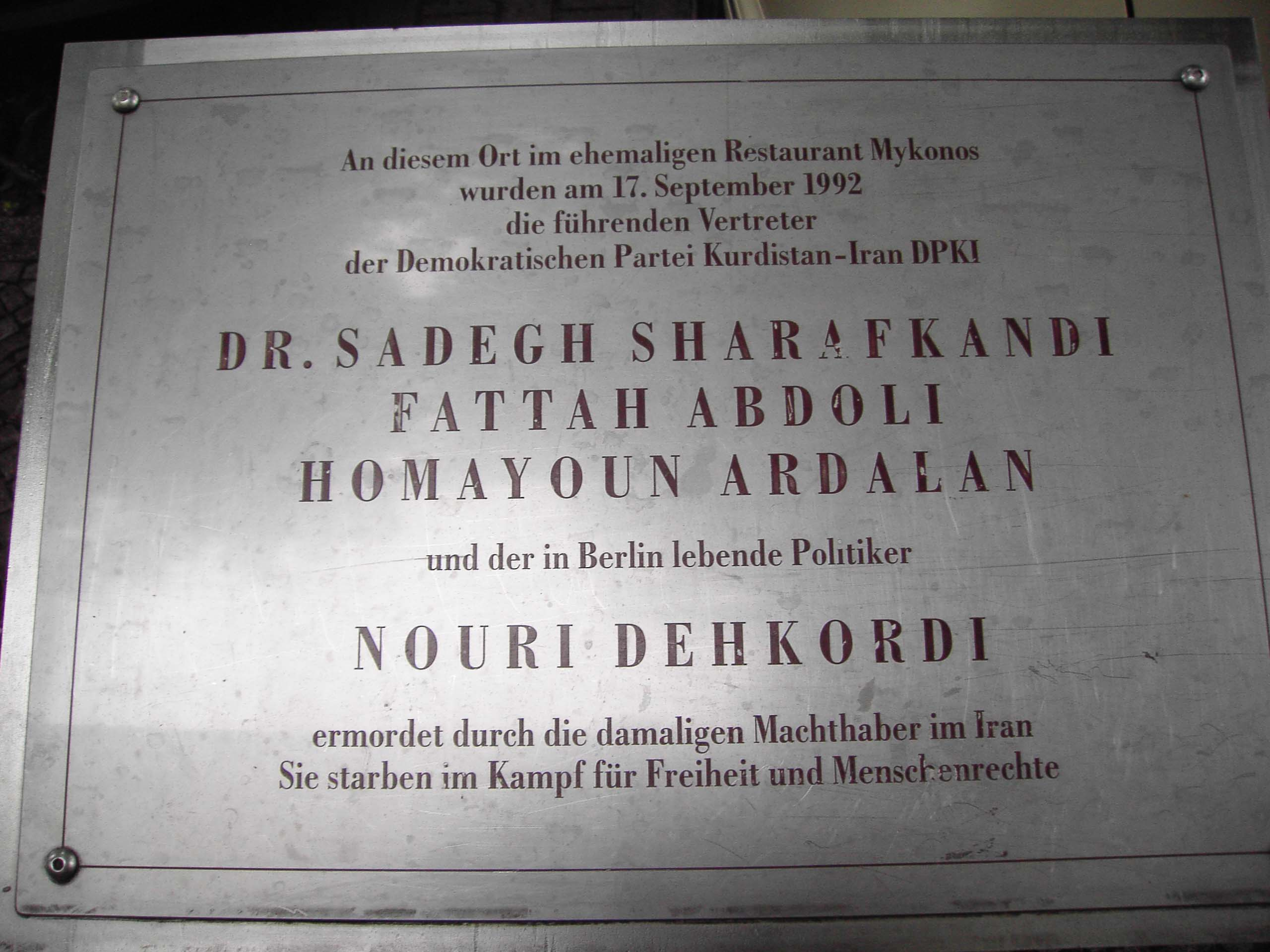
Імена чотирьох жертв на меморіальній дошці

Масове вбивство в ресторані Міконос (перс. ترور رستوران میکونوس) або інцидент у Міконосі – терористичний акт, що стався 17 вересня 1992 року в берлінському грецькому ресторані Міконос. Його жертвами стали лідери ірансько-курдської опозиції Садег Шарафканді, Фаттах Абдолі, Гумаюн Ардалан і їхній перекладач Нурі Дехкорді. Теракт було сплановано й реалізовано в рамках боротьби з курдським сепаратизмом в Ірані.